# Rhipidia bipectinata
Rhipidia bipectinata är en tvåvingeart som beskrevs av Samuel Wendell Williston  1896. Rhipidia bipectinata ingår i släktet Rhipidia och familjen småharkrankar. Inga underarter finns listade i Catalogue of Life.